# Isla Sanafir
La Isla Sanafir (en árabe: جزيرة صنافير) es una isla en el golfo de Áqaba. Pertenece, junto con la vecina Isla de Tirán en la occidental provincia de Tabuk, al Reino de Arabia Saudita, pero es arrendada a Egipto.
La isla forma parte de los Estrechos de Tirán. Hoy en día, sus 33 km ² de superficie insular, así como Tirán son parte del Parque nacional Ras Muhammad. Está a unos nueve kilómetros de distancia del territorio continental de Arabia Saudita (Qasbah Ra's al), y de Egipto (península del Sinaí) a unos 23 km. La vecina isla de Tirán se encuentra 2,8 km al oeste, está separada de ella por el estrecho al Halq Qarūsh. Cerca de la isla hay dos arrecifes.
En el este de la isla, se encuentran muchas colinas de piedra caliza accidentada, alcanzado los 49 metros de altura en el sitio llamado Ra's Şināfīr, que se encuentra cerca del extremo suroeste de la isla.
Israel ocupó militarmente la isla durante la Crisis de Suez y desde 1967 hasta 1982 tras la guerra de los Seis Días.